# Joane Somarriba
Joane Somarriba Arrola (Guernica, Vizcaya, 11 de agosto de 1972) es una exciclista española, ganadora de tres ediciones del Tour de Francia (2000, 2001 y 2003), dos del Giro de Italia (1999 y 2000) y del Campeonato del Mundo Contrarreloj. Actualmente es comentarista de ciclismo femenino en Eurosport (UCI WorldTour Femenino 2024).

## Biografía
Inició su amplio palmarés proclamándose vencedora del Campeonato de España en Ruta júnior tres años consecutivos (1987, 1988 y 1989).
Su destacada actuación internacional se vinculó desde un principio a sus participaciones en el Giro de Italia, en cuyas ediciones de 1996 y 1998 obtuvo respectivamente el cuarto y el sexto puesto. Sin embargo, fue en 1999 cuando logró por primera vez subir a lo más alto del podio en la ronda italiana. En 2000 revalidó su triunfo en el Giro y alcanzó su más importante éxito al imponerse en la Grande Boucle. Ese mismo año también venció en la Ronda de Aquitania. En la siguiente temporada obtuvo su segunda victoria final en París (aunque ya ese año siendo una carrera mucho menos prestigiosa al ser amateur), tras haber ganado tres etapas.
En 2002, año en que fue galardonada en España con la medalla de oro de la Real Orden del Mérito Deportivo, repitió podio en el Tour, esta vez con el tercer puesto. Al año siguiente consiguió por tercera ocasión en la Grande Boucle (de nuevo siendo una carrera amateur) y en los Campeonatos del Mundo disputados en Hamilton (Canadá) logró la medalla de oro en la prueba contrarreloj aunque una avería mecánica le privó de disputar la victoria en la prueba en línea en la cual era la favorita.
En 2004 centró su preparación y objetivos tanto en los Juegos Olímpicos disputados en Atenas como en los Campeonatos del Mundo de Verona (Italia). En la cita olímpica obtuvo dos diplomas olímpicos, finalizando la contrarreloj y la prueba de fondo en carretera en séptima posición. Ese mismo año en la prueba contrarreloj de los Campeonato del Mundo obtuvo la cuarta plaza, siendo séptima en la prueba en ruta (fondo en carretera).
En 2005, Joane se retiró del ciclismo profesional después del Campeonato del Mundo disputado en Madrid, en el que consiguió la medalla de plata en la prueba contrarreloj.
Desde 2022 es comentarista de ciclismo femenino en Eurosport.

## Vida personal
Somarriba nació el 11 de agosto de 1972 en Sopelana, localidad situada en la comarca vizcaína de Uribe Kosta, pero se crio en Bilbao, porque su madre regentaba un restaurante de la costa vizcaína en Plentzia, pueblo situado a 35 kilómetros de la capital. Su padre, Bittor, marino de profesión, aprovechaba las largas temporadas que pasaba en tierra para andar en bicicleta, primero por Bermeo y después por Sopelana, y poco a poco fue inculcando su afición a sus tres hijas: Ainhoa, Joane e Iraide.
En su infancia y juventud residió en las localidades vascas de Bermeo y Sopelana. Estudió hasta COU, cuando decidió dejar los estudios para dedicarse profesionalmente al ciclismo, afición inculcada por su padre.
En 1991 y 1992 tuvo que enfrentarse a la etapa más dura de su vida, debido a las complicaciones que surgieron de una simple operación de hernia discal. En plena preparación de los Juegos Olímpicos de Barcelona, Somarriba vio cómo en dicha intervención cogía una infección en la columna vertebral, que le dañó un centro nervioso y a punto estuvo de relegarla a una silla de ruedas.
Ha escrito un libro, titulado Joane Somarriba, junto con el periodista deportivo de El Mundo Jon Rivas, para dar a conocer las luces y las sombras del ciclismo femenino y transmitir la pasión por este deporte.
Joane está casada con el también ciclista Ramón González Arrieta, que además fue su mánager y entrenador.

## Palmarés
| 1993 (como amateur) - 3.ª en el Campeonato de España en Ruta 1994 (como amateur) - Campeonato de España en Ruta 1996 (como amateur) - Campeonato de España Contrarreloj - 3.ª en el Campeonato de España en Ruta 1997 (como amateur) - 2.ª en el Campeonato de España Contrarreloj - 3.ª en el Campeonato de España en Ruta 1999 - Giro de Italia , más 1 etapa 2000 - Giro de Italia , más 1 etapa - Grande Boucle , más 2 etapas - Ronda de Aquitania | 2001 - Grande Boucle 2002 - Durango-Durango Emakumeen Saria - 3.ª en la Grande Boucle - 3.ª en el Campeonato Mundial en Ruta 2003 (como amateur) - Grande Boucle - Durango-Durango Emakumeen Saria - 3.ª en el Giro de Italia - Campeonato Mundial Contrarreloj 2004 - Durango-Durango Emakumeen Saria - Emakumeen Bira, más 3 etapas 2005 - 2.ª en el Giro de Italia - Trophée d'Or Féminin, más 1 etapa - 2.ª en el Campeonato Mundial Contrarreloj |

## Resultados en Grandes Vueltas y Campeonatos del Mundo
Durante su carrera deportiva ha conseguido los siguientes puestos en las Grandes Vueltas femeninas y en los Campeonatos del Mundo en carretera:
| Carrera              | 1999 | 2000 | 2001 | 2002 | 2003 | 2004 | 2005 |
| -------------------- | ---- | ---- | ---- | ---- | ---- | ---- | ---- |
| Giro de Italia       | 1.ª  | 1.ª  | -    | -    | 3.ª  | -    | 2.ª  |
| Tour de l'Aude       | -    | -    | -    | -    | -    | -    | -    |
| Grande Boucle        | -    | 1.ª  | 1.ª  | 3.ª  | 1.ª  | -    | -    |
| Mundial en Ruta      | -    | -    | -    | 3.ª  | -    | 7.ª  | -    |
| Mundial Contrarreloj | -    | -    | -    | -    | 1.ª  | 4.ª  | 2.ª  |

## Equipos
- Alfa-Lum (1999-2001)
- Pragma-Deia-Colnago (2002)
- Bizkaia-Durango (2003[3] -2006)
  - Bizkaia-Panda Software-Spiuk-Sabeco (amateur) (2003)
  - Bizkaia-Panda Software-Durango (2004-2006)

## Premios, reconocimientos y distinciones
- Medalla de Oro de la Real Orden del Mérito Deportivo, otorgada por el Consejo Superior de Deportes (2001)[4]
- Premio Reina Sofía (máxima categoría de los Premios Nacionales del Deporte español femenino) (2003)
- Mejor deportista del año en España (2003)